# Эцталер-Ахе
Эцталер-Ахе (нем. Ötztaler Ache) — река в Австрии. Длина — около 35 км, площадь бассейна — 984 км².
Протекает в Тироле, в Эцтальских Альпах, пересекая долину Эцталь с юга на север. Образуется слиянием рек Фентер и Гурглер. У северного края долины впадает в реку Инн в 8 км к востоку от Имста, является одним из крупнейших Инна. На реке расположено несколько порогов, образовавшихся в результате оползней; в связи с бурным течением является одним из популярных мест для водного туризма.